# Estação Ferroviária de Algueirão - Mem Martins

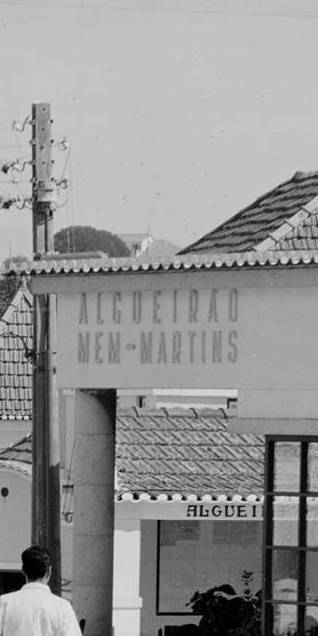
Letras em estilo art déco na fachada da estação

A estação ferroviária de Algueirão - Mem Martins, também denominada apenas de Algueirão, é uma interface de caminhos de ferro da Linha de Sintra, que serve as localidades de Algueirão e Mem Martins, no concelho de Sintra, em Portugal.

## Descrição

### Localização e acessos
Esta interface situa-se junto ao Largo 25 de Abril e à Rua da Estação, na localidade de Mem Martins.

### Infraestrutura
O edifício de passageiros situa-se do lado sul da via (lado esquerdo do sentido ascendente, para Sintra).

### Serviços
Esta estação é servida por comboios de passageiros da CP: urbanos (Linha de Sintra).

## História
Esta estação situa-se no troço entre Alcântara-Terra e Sintra, que entrou à exploração no dia 2 de Abril de 1887.

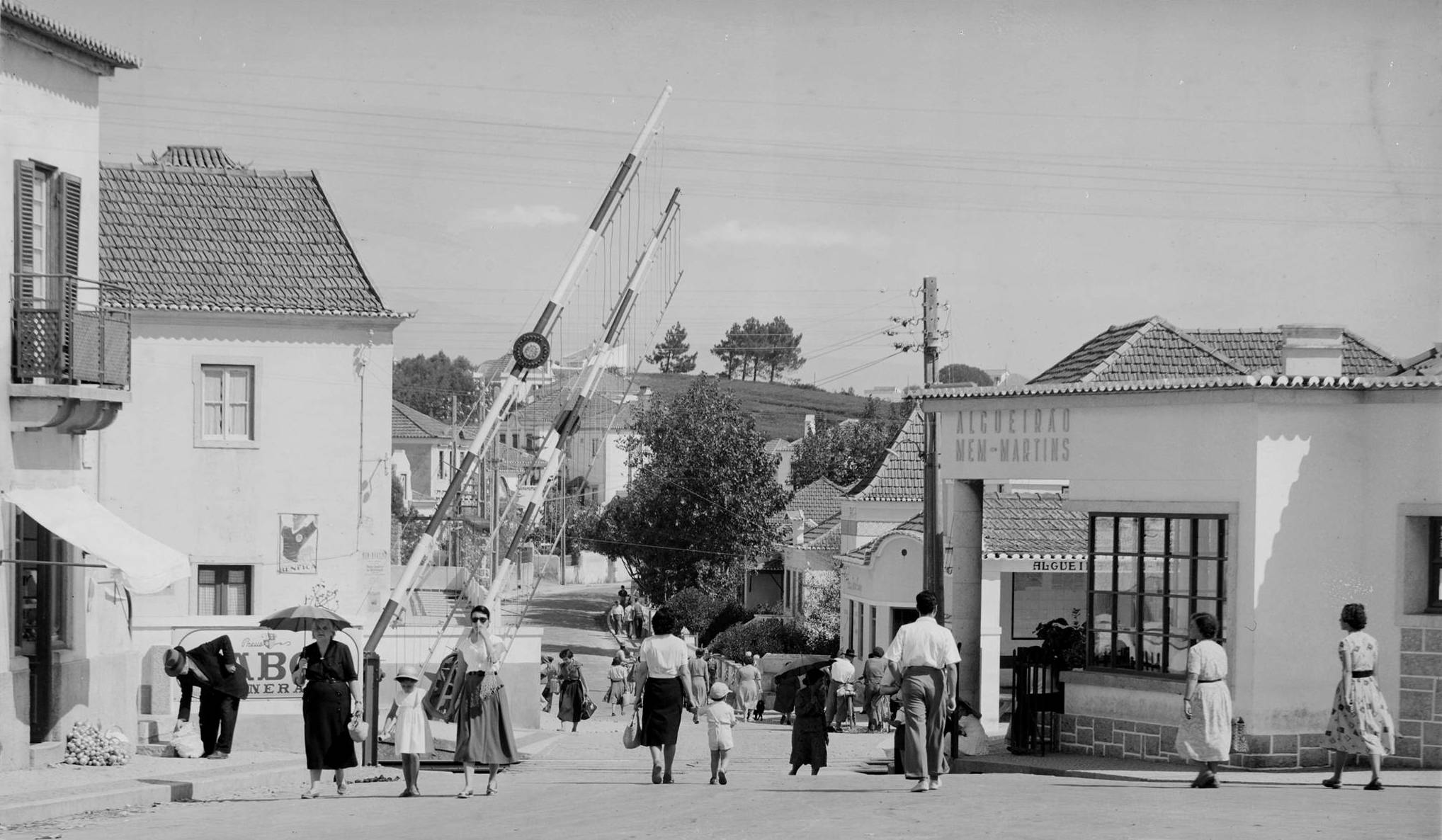
Passagem de nível contígua à estação, eliminada na década de 1960

### Século XX
Na construção do edifício de passageiros, procurou-se usar um design que aliasse os estilos clássico e moderno.
Em 1934, o apeadeiro de Algueirão ficou em 4.º lugar numa iniciativa de ajardinamento da Linha de Sintra.
Em abil de 1965 ocorreu um acidente nesta estação, envolvendo três composições e causando 22 vítimas mortais.
Entre 1985 e 1988, pelo menos, esta interface tinha a categoria de apeadeiro, tendo sido (re)promovida à categoria de estação e de novo despromovida noutras datas.
Em 1996, estava prevista a modernização da estação de Algueirão para 2000-2001, no âmbito do projecto de modernização da Linha de Sintra.
Em 7 de Dezembro de 2000, caiu uma placa sobre uma catenária na estação de Algueirão, afectando os serviços na Linha de Sintra; este acidente, que ocorreu por volta das 08:40, foi provocado por uma vaga de mau tempo que atingiu o território nacional nessa semana.

### Século XXI
Em Outubro de 2006, a Junta de Freguesia de Algueirão - Mem Martins enviou uma carta ao Ministério das Obras Públicas, onde protestou contra o mau estado em que se encontrava esta estação, relatando vários problemas, como a insegurança que se fazia sentir, o reduzido tamanho e número dos abrigos, e a falta de iluminação nos acessos. Em Fevereiro de 2009, a C.D.U. defendeu a remodelação da estação, e a construção de um parque de estacionamento.

Em Março de 2011, estavam a decorrer obras no Largo 25 de Abril, prevendo-se que seria introduzido um novo sistema de controlo de acessos à estação. Nesse ano, a REFER Património realizou obras de remodelação na estação de Algueirão - Mem Martins.